# César Martins de Oliveira
César Martins de Oliveira, detto César (São João da Barra, 13 aprile 1956 – Rio de Janeiro, 17 settembre 2024), è stato un calciatore brasiliano, di ruolo attaccante.

## Caratteristiche tecniche
Giocava come attaccante, ricoprendo il ruolo di centravanti.

## Carriera

### Club
Nato a São João da Barra nello stato di Rio de Janeiro, debuttò nell'América, società carioca. Con il club dalla maglia rossa fece il suo esordio il 5 settembre 1976 contro l'Operário-MS. La prima marcatura arrivò nel 2-0 contro il Vasco da Gama al Maracanã. Il campionato successivo vide César giocare stabilmente da titolare, segnando quattro reti in diciannove gare, e nel 1978 il numero di gol rimase invariato, a fronte di ventisei incontri. Fu nel corso della V Copa Brasil che César guadagnò notorietà nazionale: nelle sedici partite disputate con l'América, mise a segno tredici reti, di cui quattro nella vittoria per 6-0 contro il Mixto al Maracanã. Il titolo di capocannoniere conquistato al termine della stagione gli valse il trasferimento in Europa, acquistato dai portoghesi del Benfica di Lisbona. La prima annata con i lusitani fu piuttosto positiva, con sette gol in dodici incontri. La Primeira Divisão 1980-1981 lo vide marcare undici reti, suo primato europeo. La sua partecipazione alle partite della prima squadra iniziò a diminuire dalla 1981-1982, e nella 1982-1983 prese parte a sole tre gare, tutte da subentrato. César si risolse così a tornare in patria, prendendo parte alla vittoriosa stagione 1983 del Grêmio: mise anche a segno una rete nella finale della Coppa Libertadores 1983 contro il Peñarol. Fu poi presente, seppur non scendendo in campo, nella rosa che si aggiudicò la Coppa Intercontinentale 1983. Nel 1985 giocò per il Palmeiras, mentre nel 1986 figurò nei ranghi del São Bento, disputando il Campionato Paulista. Nel 1987 si ritirò con il Pelotas.

## Palmarès

### Club

#### Competizioni nazionali
- Campionato portoghese: 1

Benfica: 1980-1981
- Coppa del Portogallo: 2

Benfica: 1979-1980, 1980-1981
- Supercoppa di Portogallo: 1

Benfica: 1980

#### Competizioni internazionali
- Coppa Libertadores: 1

Grêmio: 1983
- Coppa Intercontinentale: 1

Grêmio: 1983

### Individuale
- Capocannoniere del campionato brasiliano: 1

1979 (13 gol)